# Kucimanivka, Krasîliv
Kucimanivka (în ucraineană Кучманівка) este un sat în comuna Krîvorudka din raionul Krasîliv, regiunea Hmelnîțkîi, Ucraina.

## Demografie
Componența lingvistică a localității Kucimanivka
     Ucraineană (98,8%)
     Rusă (1,2%)
Conform recensământului din 2001, majoritatea populației localității Kucimanivka era vorbitoare de ucraineană (98,8%), existând în minoritate și vorbitori de rusă (1,2%).